# Refaim

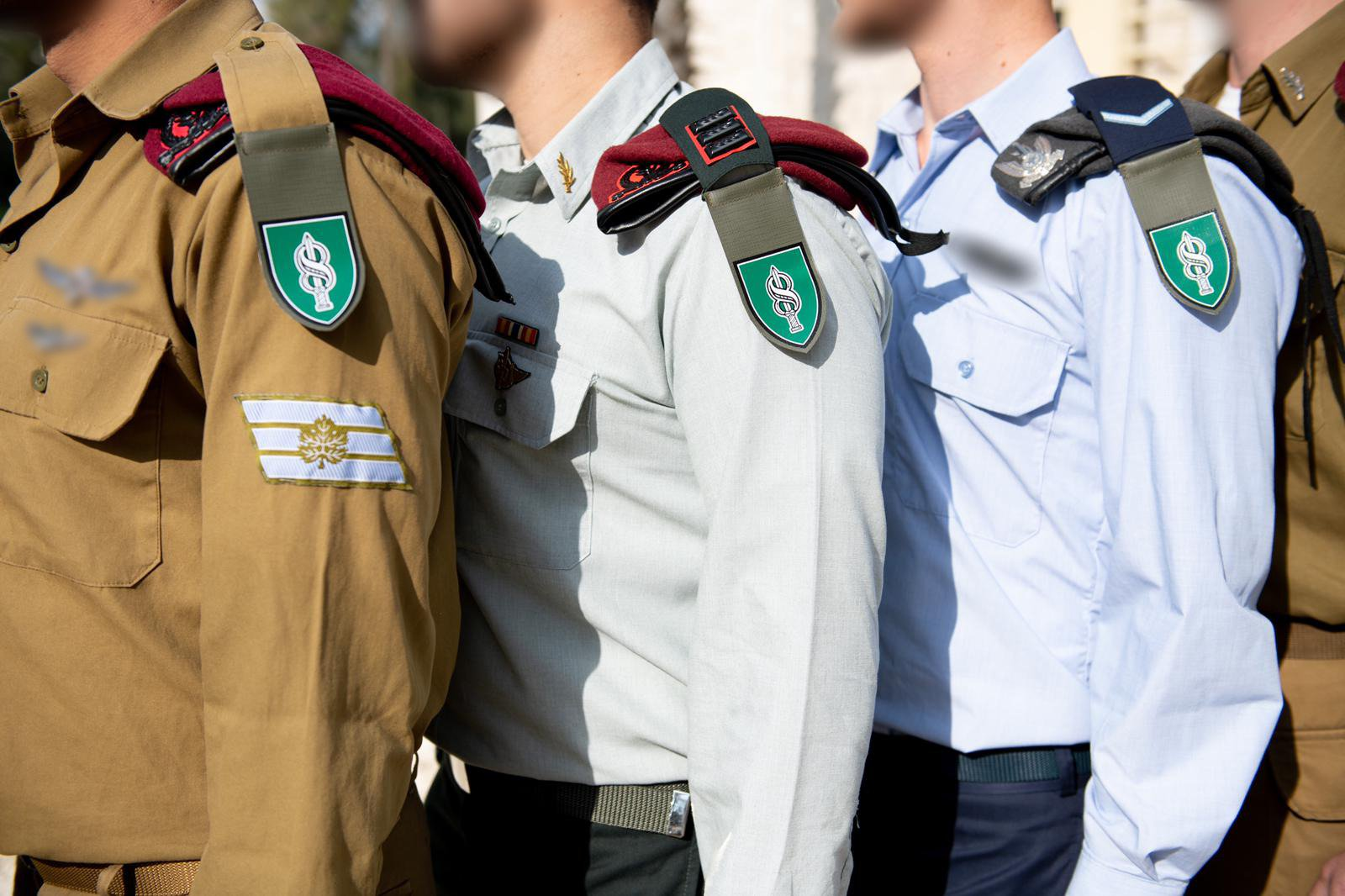
Abzeichen der Eliteeinheit Refaʾim

Refaʾim (hebräisch יְחִידַת רְפָאִים Jəchīdat Rəfaʾīm, deutsch ‚Einheit der Geister‘ – auch Einheit 888 bzw. Multidimensional Unit) ist Israels neueste mehrdimensionale Eliteeinheit, die im Februar 2020 gegründet wurde. Sie setzt sich aus Soldaten der verschiedenen Abteilungen der israelischen Streitkräfte (hebräisch צָהָ״ל Zahal – IDF) zusammen, wie der Luftwaffe, dem Panzerkorps, dem Nachrichtendienst, der Telekommunikation, dem Cyberspace und der Aufklärung und rekrutiert außerdem die besten Soldaten aus den Spezialeinheiten wie Maglan, Jahalom und Duvdevan. Die  Missionen der Einheit werden geheim gehalten.

## Ausbildung
Die für die mehrdimensionale Einheit qualifizierten Soldaten durchlaufen eine Zusatzausbildung von zwölf Wochen in den Militärstützpunkten der verschiedenen Infanteriebrigaden und erreichen anschließend den Sitz der Einheit im Stützpunkt am Militärflugplatz Tel Nof. Im Jahr 2023 wurde bekannt, dass die mehrdimensionale Einheit eine Angriffsdrohne namens „Rhinozeros“ betreibt, die mit einem 40-mm-Granatwerfer bewaffnet ist, der von der Yaftah-Einheit entwickelt wurde.

## Abzeichen
Die Zahl 8, die sich um ein Schwert windet, symbolisiert die unendliche Entwicklung der Einheit. Refaʾim ist kein statisches Objekt, sondern verändert sich und entwickelt sich ständig weiter.

## Terrorangriff der Hamas auf Israel 2023
Am 7. Oktober 2023 wurde der Befehlshaber der Einheit, Col. Roʿi Levi (44), im Einsatz zur Terrorabwehr gegen den Terrorangriff der Hamas auf Israel 2023 getötet, als seine Streitkräfte beim Massaker von Reʿim in dem südlich gelegenen Kibbuz Reʿim gegen Hamas- und andere palästinensische Terroristen kämpften, um Israelis und Ausländer zu retten, die in ihren Häusern durch die Terroristen belagert wurden.